# Alliance numérique
 (février 2016).
Si vous disposez d'ouvrages ou d'articles de référence ou si vous connaissez des sites web de qualité traitant du thème abordé ici, merci de compléter l'article en donnant les références utiles à sa vérifiabilité et en les liant à la section « Notes et références ».
L'Alliance numérique est un groupement de réseau d'affaires œuvrant, depuis 2001, dans l'industrie du jeu vidéo au Québec. Constituée en personne morale sans but lucratif, elle est le produit du regroupement du Forum des inforoutes et du multimédia (FIM), du Consortium multimédia CESAM et de l'Association des producteurs en multimédia du Québec (APMQ). Elle contribue à l'organisation annuel du Sommet international du jeu de Montréal.
Connue sous le nom d'Alliance numérique, réseau de industrie numérique du Québec (Alliance numérique, Québec's Digital Industry Network en anglais), l’Alliance numérique regrouperait actuellement près de 100 membres actifs. Son siège social est à Montréal.

## Historique

### Origines
En 1995, tandis que l’Internet grand public en est à ses débuts, le Forum des inforoutes et du multimédia (FIM) est constitué en vue de mettre sur pied un répertoire des professionnels de ce milieu économique émergent. Rapidement, l’organisme s’oriente dans une démarche de promotion de l’industrie québécoise des contenus numérisés et des applications interactives, notamment dans le cadre du Marché international des contenus interactifs (MILIA) de Cannes, en 1996. Cette acception très large de l’objet de cette industrie naissante recoupe alors les intentions du Consortium multimédia CESAM, créé un an plus tard, pour qui la « commercialisation du multimédia [engloberait] l’intégration des nouvelles technologies de l’information dans tous les processus d’affaires des entreprises ». Le multimédia québécois connaît alors un essor important, stimulé notamment par l’installation d’Ubisoft à Montréal et le développement de la Cité du multimédia dont le ministre de l’Économie québécois d'alors, Bernard Landry, s'était fait le défenseur : entre 1991 et 1999, on estime que les entreprises du secteur seraient passées de 5 à 250.
En 1999, à la suite d'une première aide du gouvernement fédéral de quelque 20 000 $ pour préparer du matériel faisant valoir les mérites de l'Internet relativement aux possibilités d'affaires, Agnès Maltais, ministre de la Culture et des Communications du Québec octroie une subvention de 50 000 $ au Forum des inforoutes et du multimédia (FIM) en vue de soutenir ses efforts visant à susciter une utilisation plus grande de l'Internet par les agences de placement publicitaire privées et gouvernementales. Peu à peu, le secteur se structure et le FIM s'impose donc en tant qu'outil de réseautage du milieu : « si l'Association des producteurs en multimédia du Québec (APMQ) est l'équivalent multimédia du Conseil du patronat, Mme Christine Hernandez [alors présidente-directrice générale du FIM] n'hésite pas à comparer le FIM à une chambre de commerce ».

### Le temps du regroupement
En 2000, le FIM, le CESAM et l'APMQ dévoilent leur intention de se regrouper : à eux trois, ces organismes revendiquaient alors 250 entreprises, un budget de 1,5 million $ autofinancé à hauteur de 40 %, ainsi que 15 employés à temps plein. Le regroupement est finalement acté en novembre 2000 et l'Alliance numérique, parfois appelée Alliance numériQC, tient son assemblée de fondation le 7 décembre 2000.
Toutefois, si le FIM et le CESAM sont dissouts dans la foulée afin de constituer la nouvelle organisation, l'APMQ reste une structure juridiquement autonome. Cette dernière structure change de nom en 2003 pour devenir le Regroupement des producteurs multimédia (RPM).

### Du multimédia au jeu vidéo
En novembre 2013, l'Alliance numérique annonce le recentrage de ses activités sur le jeu vidéo et conclut une entente avec l'Association québécoise des technologies (AQT) de telle sorte que ses membres issus des domaines de la mobilité, des services et applications Internet et du cyberapprentissage puissent adhérer à l'AQT.
Parmi, la centaine d'entreprises membres de l'Alliance, on retrouve notamment des acteurs majeurs de l'économie des technologies de l'information au Québec, tels Eidos Montréal, Gameloft, Ubisoft Montréal ou encore WB Games. L'Université de Sherbrooke et l'Université du Québec à Montréal y seraient aussi affiliées.

## Cadre d'action
Depuis sa fondation, la mission de l'organisation est ainsi définie : « soutenir la croissance et la compétitivité de ses membres afin de faire rayonner le Québec à l’international en tant que centre d’excellence en création, en production et en diffusion de contenu numérique interactif ». Pour cela, elle prétend œuvrer en faveur du réseautage dans le milieu de l'industrie des nouveaux médias et des contenus numériques interactifs du Québec.

### Stratégie
En plus du réseautage d'affaire et de la promotion de  nouvelles pratiques, l'Alliance numérique contribue aussi au soutien économique d'entreprises. Dans le passé, cela s'est notamment fait par le biais du Fond d'expérimentation en multimédia, aux côtés de Développement économique Canada, contribuant ainsi aux nombreux soutiens d'origine publique (ministère du Développement économique, de l’Innovation et de l’Exportation, Investissement Québec, etc.) ou privés.
En 2013, l’association a entrepris un virage stratégique important en décidant de recentrer « sur les activités concernant le divertissement numérique interactif (Jeu Vidéo) » afin de « devenir le premier porte-parole représentant l’industrie du jeu vidéo auprès du gouvernement québécois ». Stéphane D'Astous, président de l'Alliance à l'époque et ex-président de EIDOS, expliquait ce virage par le fait que l'« Alliance numérique est née avec l’émergence de l’industrie du jeu vidéo au Québec [et que, ensuite,] elle a accueilli les sous-secteurs d’Internet, du eLearning et de la mobilité ».

### Réalisations
Les activités de l'Alliance numérique reposeraient principalement sur le soutien et l'accompagnement aux entreprises et organismes qui en sont membres (rencontres d’affaires, recherche de capitaux, participation à des audiences et consultations publiques, missions, commerciales, etc.).
Plus ponctuellement, l'organisation contribue à l'organisation de conférences sur « l’évolution de l’industrie et des meilleures pratique ». Elle est aussi l'instigatrice du Sommet international du jeu de Montréal (SIJM), plus connu sous le nom de MIGS (Montréal International Game Summit). Présenté chaque année depuis 2004, le sommet se veut un espace de d'exposition, de conférence et de réseautage d'affaires. L'événement est présenté comme « un des plus grands rassemblements dans le domaine du jeu vidéo en Amérique du Nord, après des événements comme la Game Developers Conference de San Francisco ou le E3 de Los Angeles ». L'édition 2015 a été conduite avec le Fonds des médias du Canada et avec le soutien de la Ville de Montréal, le Gouvernement du Québec et Investissement Québec.